# Conseil de politique nucléaire
Pour les articles homonymes, voir CPN.
Le Conseil de politique nucléaire (CPN) est, en France, un Conseil des ministres restreint chargé d'élaborer les grands axes stratégiques de la filière nucléaire française. Il définit les grandes orientations de la politique nucléaire et veille à leur mise en œuvre, notamment en matière d'exportation et de coopération internationale, de politique industrielle, de politiques énergétique, de recherche, de sûreté, de sécurité et de protection de l'environnement. Il est présidé par le président de la République française.

## Historique
Le Conseil de politique nucléaire extérieure est créé en septembre 1976.
Le Conseil de politique nucléaire est créé en avril 2008.

## Composition
Le Conseil de politique nucléaire comprend :
- le Premier ministre français ;
- le ministre chargé de l'Énergie ;
- le ministre des Affaires étrangères ;
- le ministre chargé de l'Économie ;
- le ministre chargé de l'Industrie ;
- le ministre chargé du Commerce extérieur ;
- le ministre chargé de la Recherche ;
- le ministre de la Défense ;
- le ministre chargé du Budget ;
- le chef d'état-major des armées ;
- le secrétaire général de la Défense et de la Sécurité nationale ;
- l'administrateur général du Commissariat à l'énergie atomique.

Peuvent aussi être invité au CPN les autres membres du Gouvernement de la France, les hauts fonctionnaires civils ou militaires, le président de l'Autorité de sûreté nucléaire et le haut-commissaire à l'énergie atomique.
Depuis 2024, le secrétaire général de la Défense et de la Sécurité nationale assure le secrétariat du conseil (auparavant c’était le secrétaire général de la présidence de la République française). Il peut confier au haut-commissaire à l'énergie atomique le soin d'en préparer les délibérations et d'assurer le suivi de leur mise en œuvre.

## Réunions
Le Conseil de politique nucléaire est réuni en 2011 par Nicolas Sarkozy pour organiser la filière.
Le 28 septembre 2012, quatre mois après l'élection à la présidence de François Hollande, le conseil de politique nucléaire, confirme l'engagement de réduction de la part du nucléaire de 75 à 50 % à l'horizon 2025 dans la production d'électricité en France, et l'arrêt définitif des deux réacteurs de la Centrale nucléaire de Fessenheim au plus tard le 31 décembre 2016.
En mars 2016, EDF, Areva et le CEA fondent la plateforme France Nucléaire, notamment pour préparer et mettre en œuvre des décisions prises par le Conseil de politique nucléaire.
Le 3 février 2023, le Conseil de politique nucléaire décide le lancement « d'études permettant de préparer la prolongation de la durée de vie des centrales existantes à soixante ans et au-delà, dans des conditions strictes de sûreté garanties par l'Autorité de sûreté nucléaire ». Il lance également l'accélération des travaux sur le développement de petits réacteurs modulaires « afin de pouvoir disposer d'au moins une tête de série dans les années 2030 » et une réflexion en profondeur sur la question du cycle du combustible.